# Luis Luz
Luis Luz, właśc. Luis dos Santos Luz (ur. 26 stycznia 1909 w Porto Alegre, zm. 27 sierpnia 1989 tamże) – piłkarz brazylijski grający na pozycji środowego obrońcy.
Luis Luz karierę piłkarską rozpoczął w 1925 roku w klubie z Porto Alegre Americano, w którym grał przez 11 lat do 1931 roku. W 1928 wywalczył z Americano mistrzostwo Stanu Rio Grande do Sul – Campeonato Gaúcho. Lata 1931–1932 spędził w urugwajskim CA Peñarol, z którym zdobył mistrzostwo Urugwaju w 1932. Ostatnie lata kariery spędził w rodzinnym Porto Alegre w klubie Grêmio, gdzie zakończył karierę w 1941 roku.
W 1934 Luis Luz pojechał z reprezentacją Brazylii do Włoch na mistrzostwa świata i zagrał w jedynym, przegranym meczu przeciwko Hiszapnii. Był to jego debiut w reprezentacji. Łącznie w barwach canarinhos w 1934 roku rozegrał 2 spotkania (7 spotkań licząc mecze z drużynami klubowymi i regionami).